# Cantó de Conflans-Sainte-Honorine
El cantó de Conflans-Sainte-Honorine és un cantó francès del departament d'Yvelines, situat al districte de Saint-Germain-en-Laye. Des del 2015 té 4 municipis i el cap és Conflans-Sainte-Honorine.

## Municipis
- Andrésy
- Chanteloup-les-Vignes
- Conflans-Sainte-Honorine
- Maurecourt

## Història
| Data d'elecció                           | Identitat        | Partit                    | Qualitat |
| ---------------------------------------- | ---------------- | ------------------------- | -------- |
| 1964-1979                                | Eugène Berrurier | Divers droite             |          |
| 1979-1990                                | Odile Vadot      | PS                        |          |
| 1990-1998                                | Jean Guigné      | PS, després divers gauche |          |
| 1998-2011                                | Philippe Esnol   | PS                        |          |
| 2011-                                    | Fanny Ervera     | PS                        |          |
| les dades anteriors no són pas conegudes |                  |                           |          |
|                                          |                  |                           |          |